# Museu Arqueològic Nacional de Florència
El Museu Arqueològic Nacional de Florència (en italià Museo archeologico nazionale di Firenze) és un museu arqueològic situat a la ciutat italiana de Florència. Està situat al Palazzo della Crocetta, a la cantonada de la plaça Santissima Annunziata amb Via della Colonna. Aquest palau va ser erigit l'any 1620 per Giulio Parigi, per a la princesa Maria Maddalena de' Medici, filla de Ferran I de Toscana.

## Història
El museu es va inaugurar en presència del rei Víctor Manuel II d'Itàlia el 1870 als edificis del Cenacolo di Fuligno a la via Faenza. A aquella època només abastava troballes etrusques i romanes. A mesura que van créixer les col·leccions, es va fer necessari trobar-li un nou lloc, i l'any 1880 el museu va passar a la seva ubicació actual.
La primera base de la col·lecció van ser les col·leccions familiars dels Mèdici i Lorena, amb diverses transferències des dels Uffizi fins a 1890 (excepte les col·leccions d'escultures de marbre que ja posseïen els Uffizi). La secció egípcia es va formar a la primera meitat del segle xviii amb part de les col·leccions de Pedro Leopoldo de Toscana, una altra part prové d'una expedició promoguda pel mateix Gran Duc el 1828-29 i dirigida per Ippolito Rosellini i Jean-François Champollion (l'home que va desxifrar els jeroglífics per primera vegada). Al segle xx, es va afegir un nou museu topogràfic sobre els etruscs, però va resultar destruït amb les inundacions de 1966.

## Col·leccions etrusques

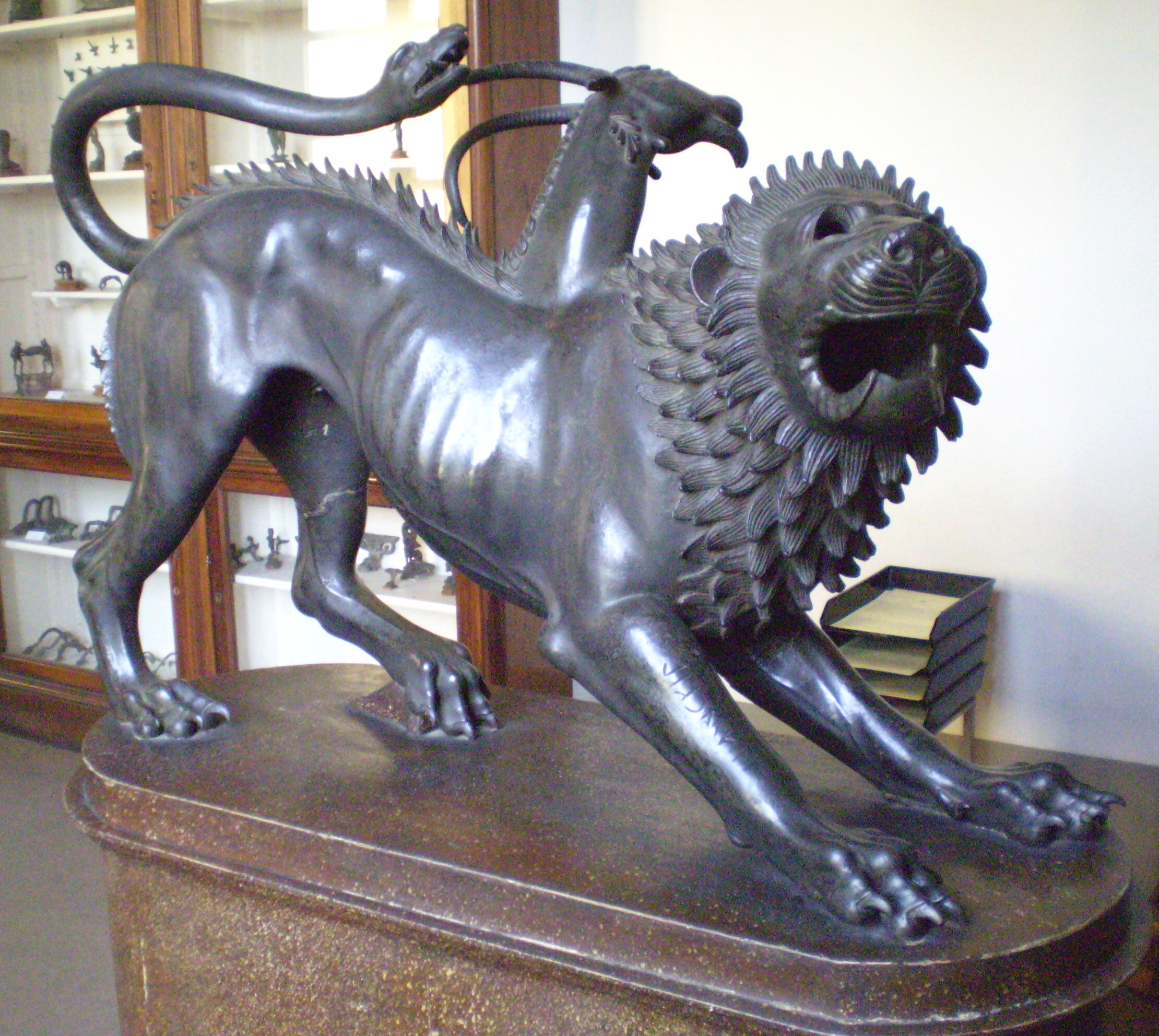
La famosa Quimera d'Arezzo

L'organització de les sales etrusques va ser reconsiderada i reordenada l'any 2006. També el 2006, es va finalitzar la restauració de més de dos mil objectes fets malbé durant les inundacions de 1966.
- La Quimera d'Arezzo descoberta el 1553 en Arezzo durant la construcció d'una fortalesa medicea.
- L'estàtua de l'orador o L'Arringatore (segle I aC)
- L'estàtua funerària Mater Matuta (460-450 aC)
- El sarcòfag de Laerthia Seianti (segle ii aC)
- La gran àmfora de Baratti (segle iv aC)
- El sarcòfag de les amazones (segle IV aC)

## Col·leccions romanes
- El Idolino de Pésaro, una estàtua de bronze de 146 centímetres d'alt d'un jove, còpia romana segons un original grec, trobat en fragments al centre de Pesaro a l'octubre de 1530.
- El Tors de Livorno, còpia d'un original grec del segle v aC.
- Estàtua d'un gall, anomenat Gall Treboniano, obra de finals del segle iii.
- La Minerva d'Arezzo, una còpia romana en bronze d'un model original del segle iv aC atribuït a Praxíteles.

## Col·leccions gregues

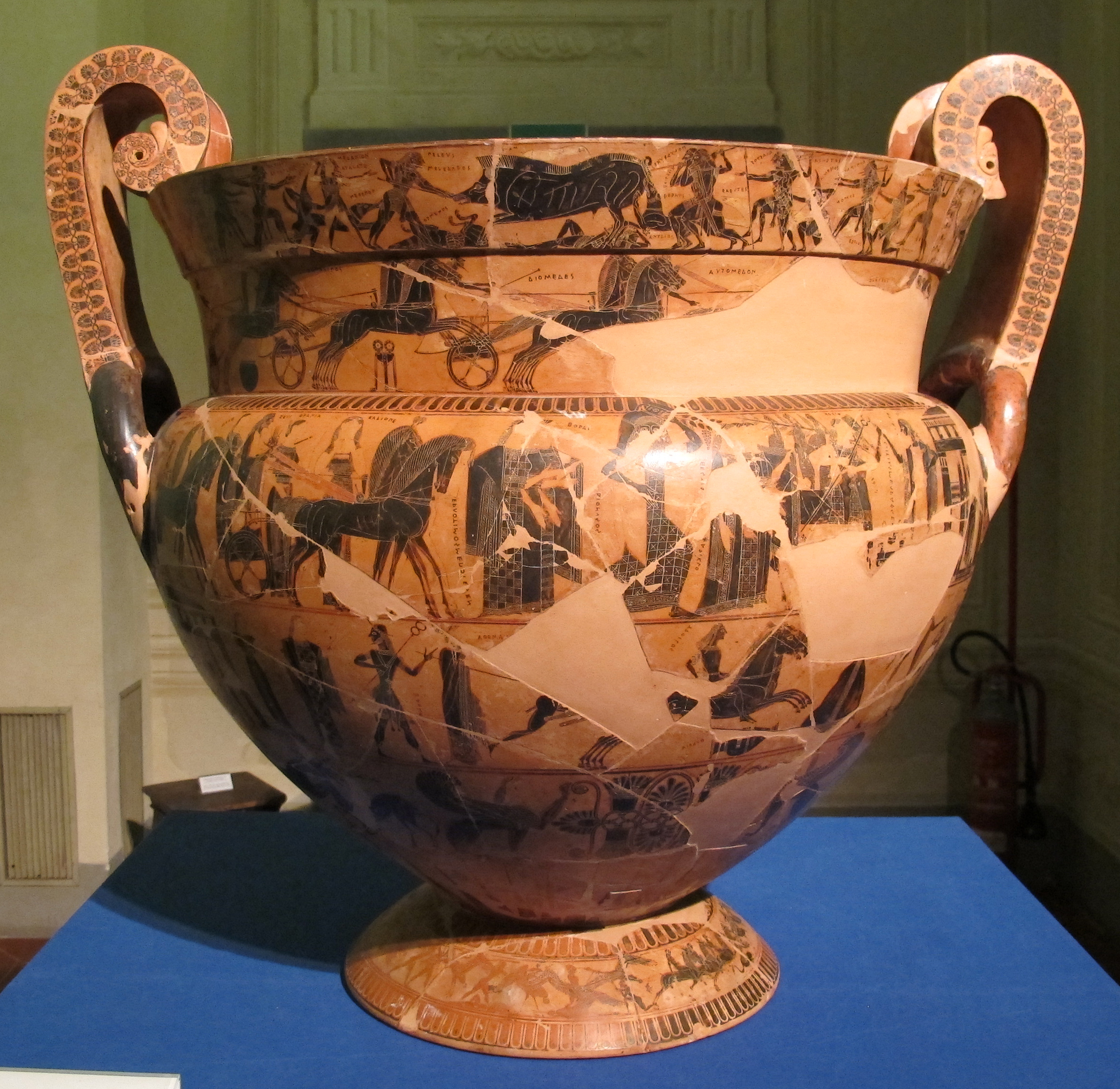
El Vas Francois

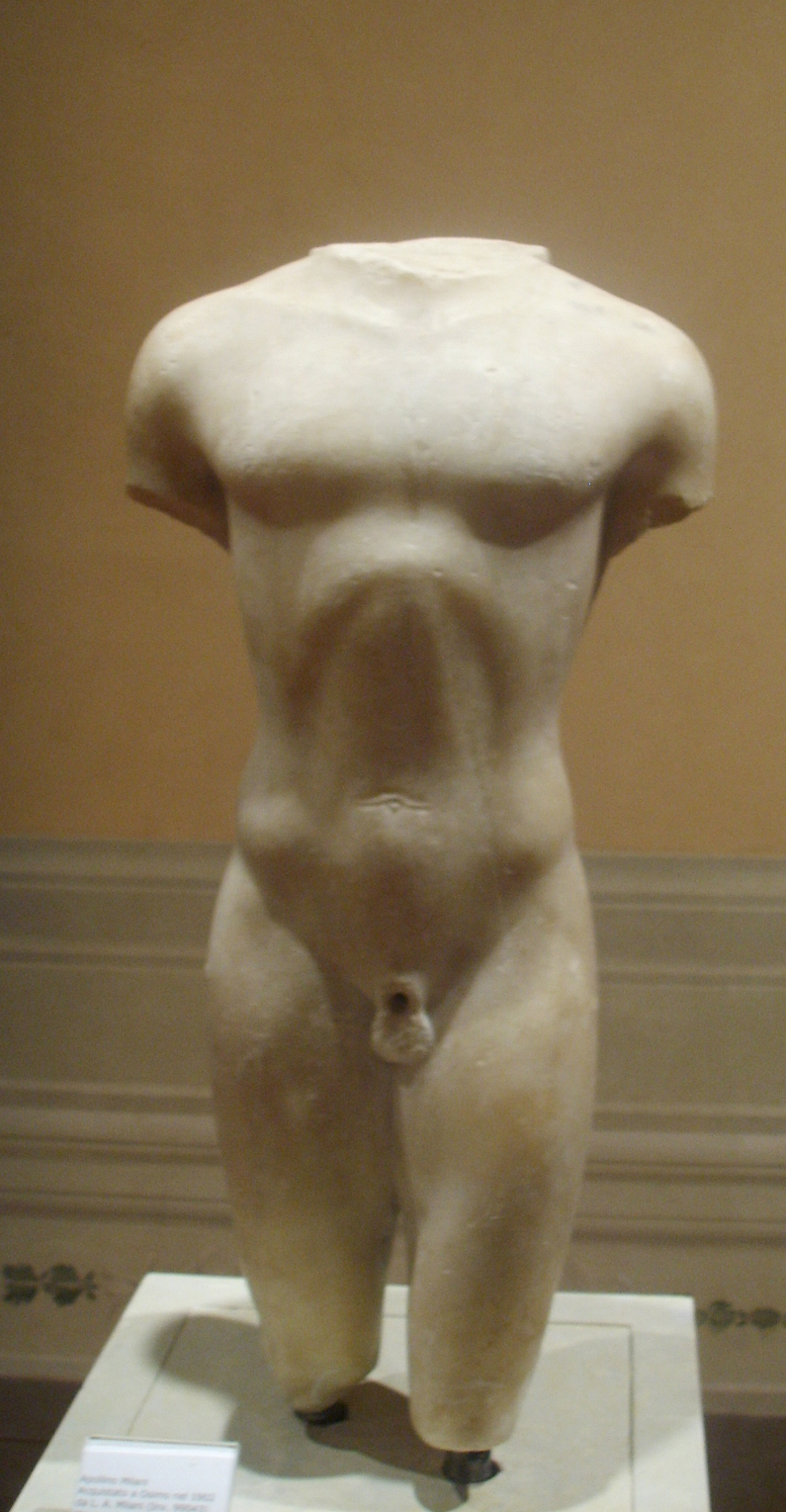
Apollino Milani

L'àmplia col·lecció de ceràmiques antigues es mostra en una gran sala amb nombroses vitrines a la segona planta. En general, els gerros procedeixen de tombes etrusques i evidencien el bescanvi cultural i mercantil amb Grècia, i en particular amb Atenes, on es van fer la major part dels vasos, i daten del període entre el segle iv aC i l'actualitat.
El més important dels gerros és un gran crater de «figures negres» datat cap a 570 aC, signat pel ceramista Ergótimos i el pintor Clitias. Se l'anomena el Vas François per l'arqueòleg que ho va trobar el 1844 en una tomba etrusca a la fonte Rotella, a la carretera de Chiusi, i mostra una sèrie de narracions mitològiques gregues a tots dos costats. Altres objectes destacats són: 
- l'hídria de «figures vermelles» signada pel pintor Meidias (550-540 aC)
- les Copes dels Petits Mestres (560-540 aC), que reben el seu nom de l'estil miniaturista de les seves figures
- les escultures d'Apol·lo i Apollino Milani (segle VI aC, que rep el seu nom de l'home que les va donar al museu)
- el tors d'un atleta (segle v aC)
- el gran cap de cavall hel·lenístic (coneguda com el cap Medici Riccardi pel primer lloc en què es va exposar, el Palau Mèdici Riccardi, fragment d'una estàtua eqüestre, que va inspirar a Donatello i Verrocchio en dos famosos monuments eqüestres a Pàdua i Venècia.
- dos kouroi en marbre arcaics, mostrats en un passadís.

## Museu Egipci

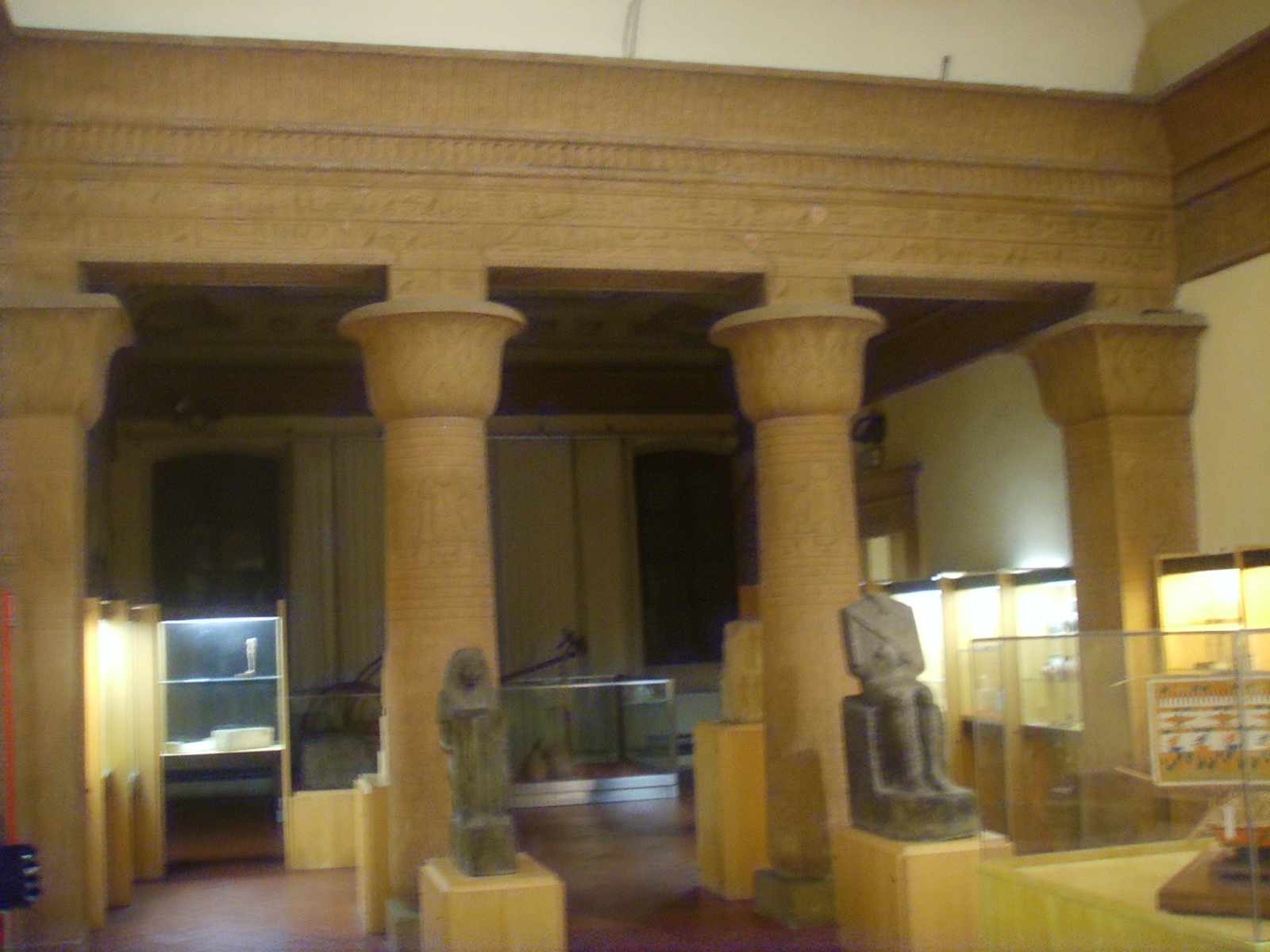
Sala del Museu Arqueològic de Florència, «Museu Egipci»

La secció egípcia de la col·lecció es coneix com el «Museu Egipci», i és la segona col·lecció en importància de restes egípcies a Itàlia, després del Museu Egipci de Torí.

### Fundació
La primera col·lecció florentina d'antiguitats egípcies va ser la de la col·lecció Mèdici, que data del segle xviii. Al segle xix, Leopold II de Toscana va començar a adquirir objectes que actualment es troben al «Museu Egipci». Juntament amb Carles X de França, va finançar una expedició científica a Egipte el 1828-1829. L'expedició va ser dirigida per Jean-François Champollion, que va desxifrar l'escriptura jeroglífica. Ippolito Rosellini, amic i estudiant de Champollion, va representar els interessos italians durant l'expedició. Amb el temps es va convertir en el pare de l'egiptologia italiana. Es van recollir molts objectes durant l'expedició, tant en excavacions arqueològiques com mitjançant compres a comerciants locals. Quan va tornar de terres egípcies, van ser distribuïdes de forma igualitària entre el Louvre de París i el nou Museu Egipci de Florència.
El museu es va inaugurar oficialment el 1855. El primer director va ser Ernest Schiaparelli, del Piemont. Més tard es va convertir en director del museu de Torí, de major importància. L'any 1880 ja havia catalogat la col·lecció i havia organitzat el transport de les antiguitats al Museu Arqueològic florentí. Amb Schiaparelli, la col·lecció es va expandir amb posteriors excavacions i compres realitzades a Egipte. Molts dels objectes van ser, tanmateix, traslladats posteriorment a Torí.
La col·lecció florentina va continuar creixent amb donacions d'individus particulars i institucions científiques. En particular, l'Institut Papirològic de Florència va proporcionar objectes de les seves expedicions a Egipte entre 1934 i 1939. Proporcionen actualment una de les més abundants col·leccions d'art i documents coptes del món.

### El Museu Egipci en l'actualitat
El museu té un personal permanent, que inclou dos egiptòlegs professionals. Alberga més de 14.000 objectes, distribuïts en nou galeries i dos magatzems. Els objectes exposats a les galeries han estat sòlidament restaurats. L'antic sistema de classificació desenvolupat per Schiaparelli està sent substituït per un altre sistema nou, cronològic i parcialment topogràfic.
La col·lecció comprèn material que s'estén des de l'era prehistòrica fins a l'època copta. Hi ha destacades col·leccions d'esteles, mòmies, uixebtis, amulets i petites estàtues de bronze de diverses èpoques. Hi ha estàtues del regnat d'Amenofis III, un carro de la XVIII dinastia, un [pilar|puntal] de la tomba de Seti I, un papir del Nou Testament i molts altres destacats objectes de diversos períodes.

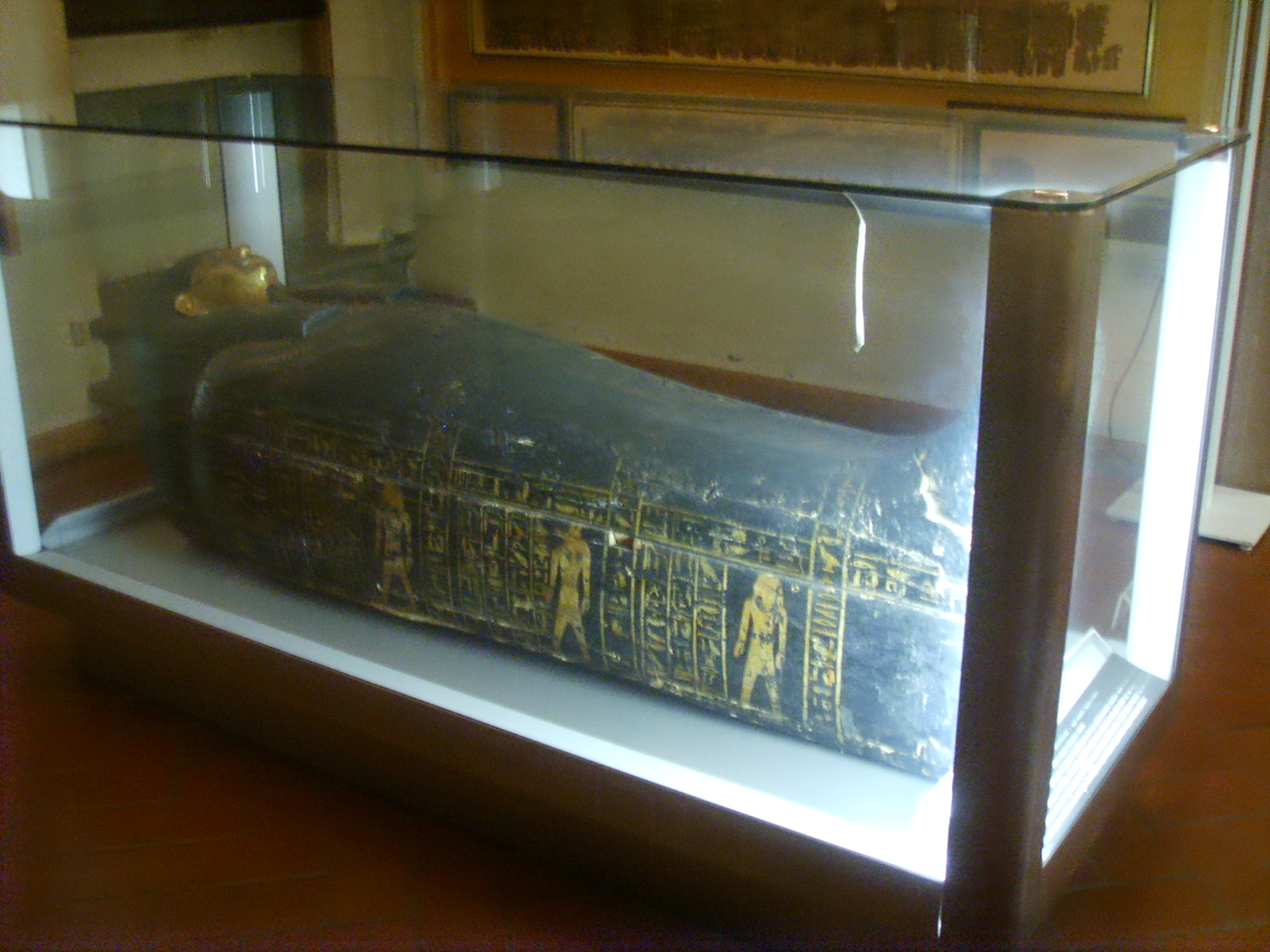
Sarcòfag reial
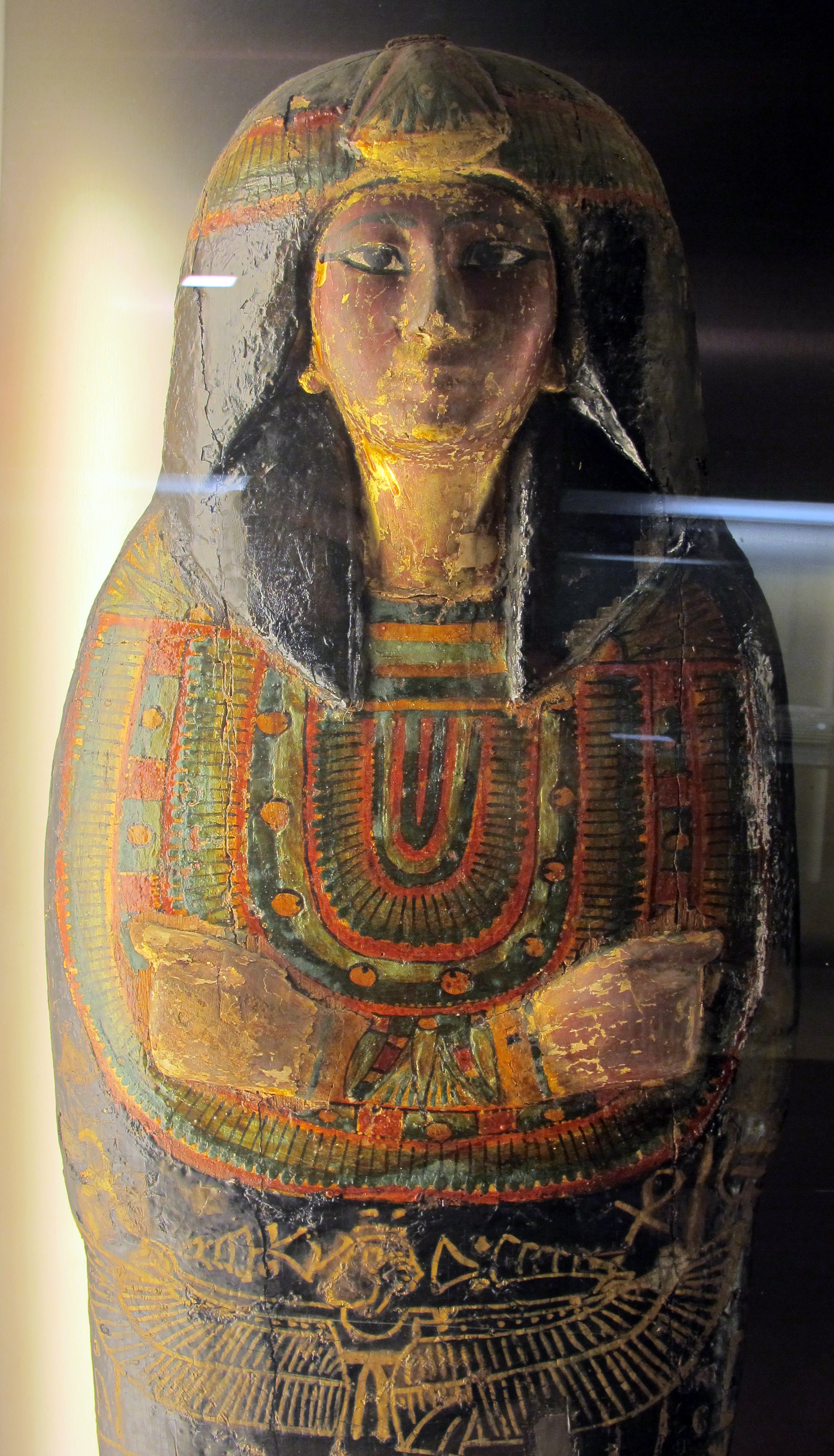
Sarcòfag de dames
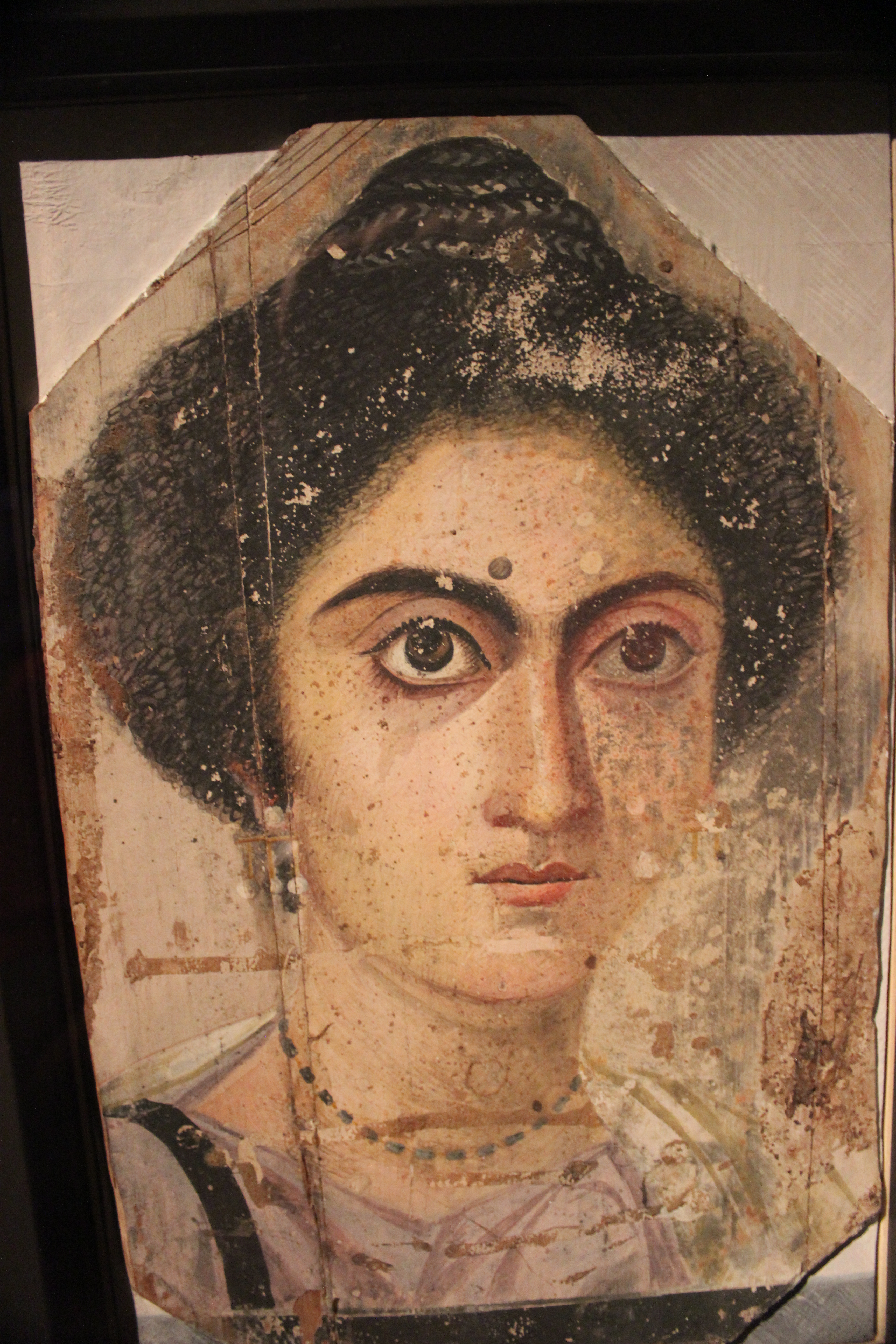
Retrat procedent d'el Faium
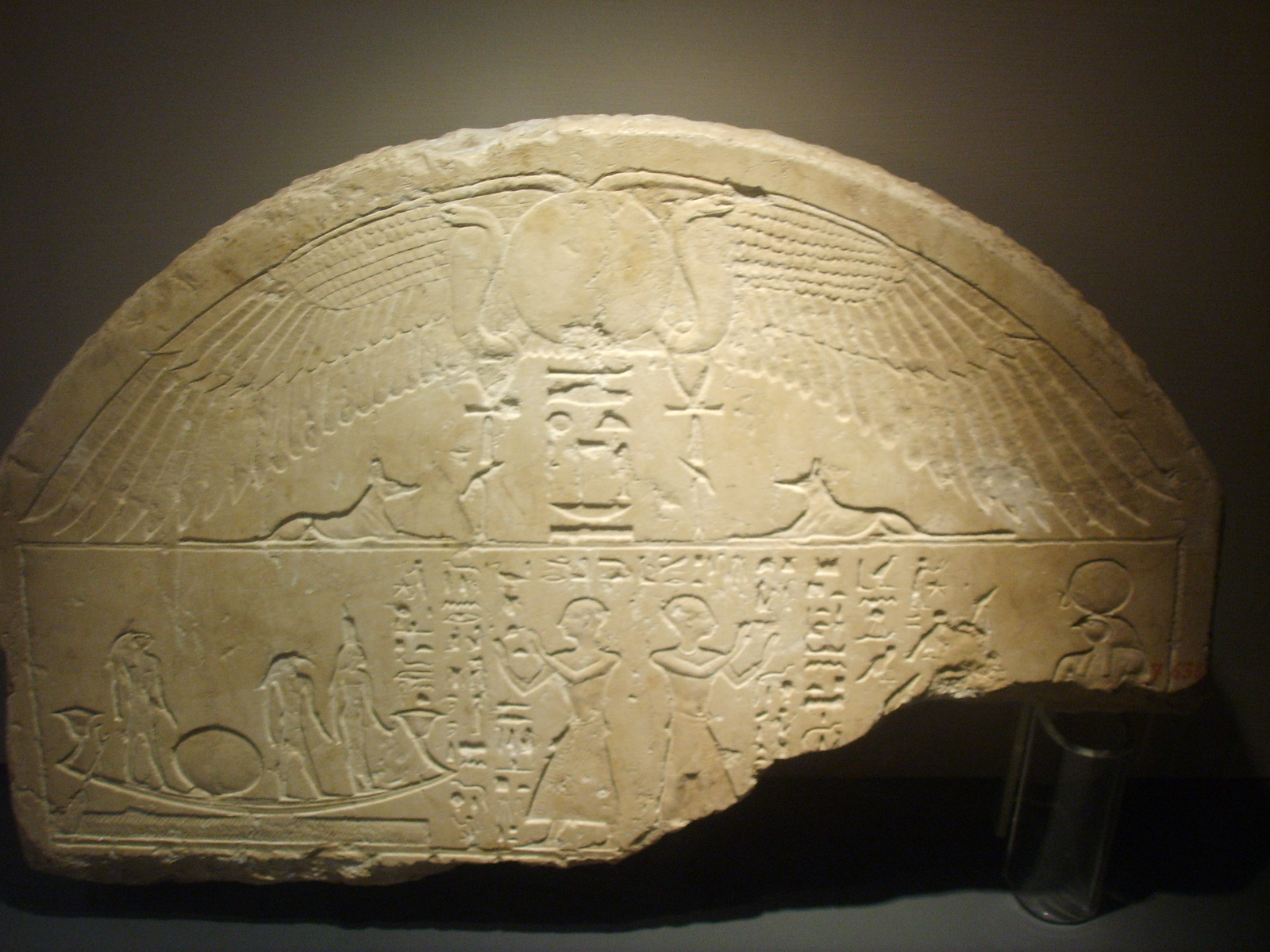
Estela sagrada del període hel·lenístic d'Egipte